# Trboušany
Trboušany település Csehországban, a Brno-vidéki járásban. Trboušany Jezeřany-Maršovice, Moravský Krumlov, Dolní Kounice, Nové Bránice, Kupařovice és Pravlov településekkel határos. Lakosainak száma 437 fő (2024. január 1.).

## Népesség
A település lakosságának változását az alábbi diagram mutatja:
| Lakosok száma | 358  | 404  | 465  | 439  | 384  | 339  | 366  | 381  | 384  | 437  |
|               | 1869 | 1900 | 1921 | 1961 | 1980 | 2011 | 2016 | 2019 | 2021 | 2024 |